# Hals über Kopf (Roman)
Hals über Kopf (Break No Bones) ist der neunte Kriminalroman der US-amerikanischen Autorin Kathy Reichs. Veröffentlicht wurde er 2006 durch den Scribner-Verlag, die deutsche Übersetzung von Klaus Berr erschien ebenfalls 2006 im Karl Blessing Verlag.

## Inhalt
Dr. Temperance „Tempe“ Brennan übernimmt die Aufgabe, ein archäologisches Ausgrabungsseminar auf Dewees Island, einer Insel im Norden von Charleston (South Carolina), zu leiten. Während sie und die Studenten prähistorische Gräber von Eingeborenen ausgraben, stoßen sie auf einen skelettierten Leichnam neueren Datums. Weitere Leichenfunde bringen Dr. Brennan, ihren Mann Pete und ihren Lebenspartner Detective Andrew Ryan auf die Spur eines Serienkillers, der von einer freikirchlich geführten Ambulanz aus operiert.

## Wissenswertes
In Hals über Kopf lässt Reichs Temperance Brennan einen Malakologen zum Ursprung einer im Grab gefundenen Süßwasserschnecke befragen. Die Art wird von ihm als Viviparus intertextus bestimmt.